# Língua gule
Gule, também chamada Anej, Fecakomodiyo, Hamej, é uma língua extinta do Sudão.  É geralmente classificada como uma das línguas Koman. No entanto, Glottolog julga que a evidência para isso é insuficiente.
O idioma foi falado pelos habitantes de Jebel Gule no estado sudanês de Nilo Azul. Os falantes passaram a falar o árabe no final do século XX. Hoje há ainda cerca de 100 Gules étnicos